# Alsacià

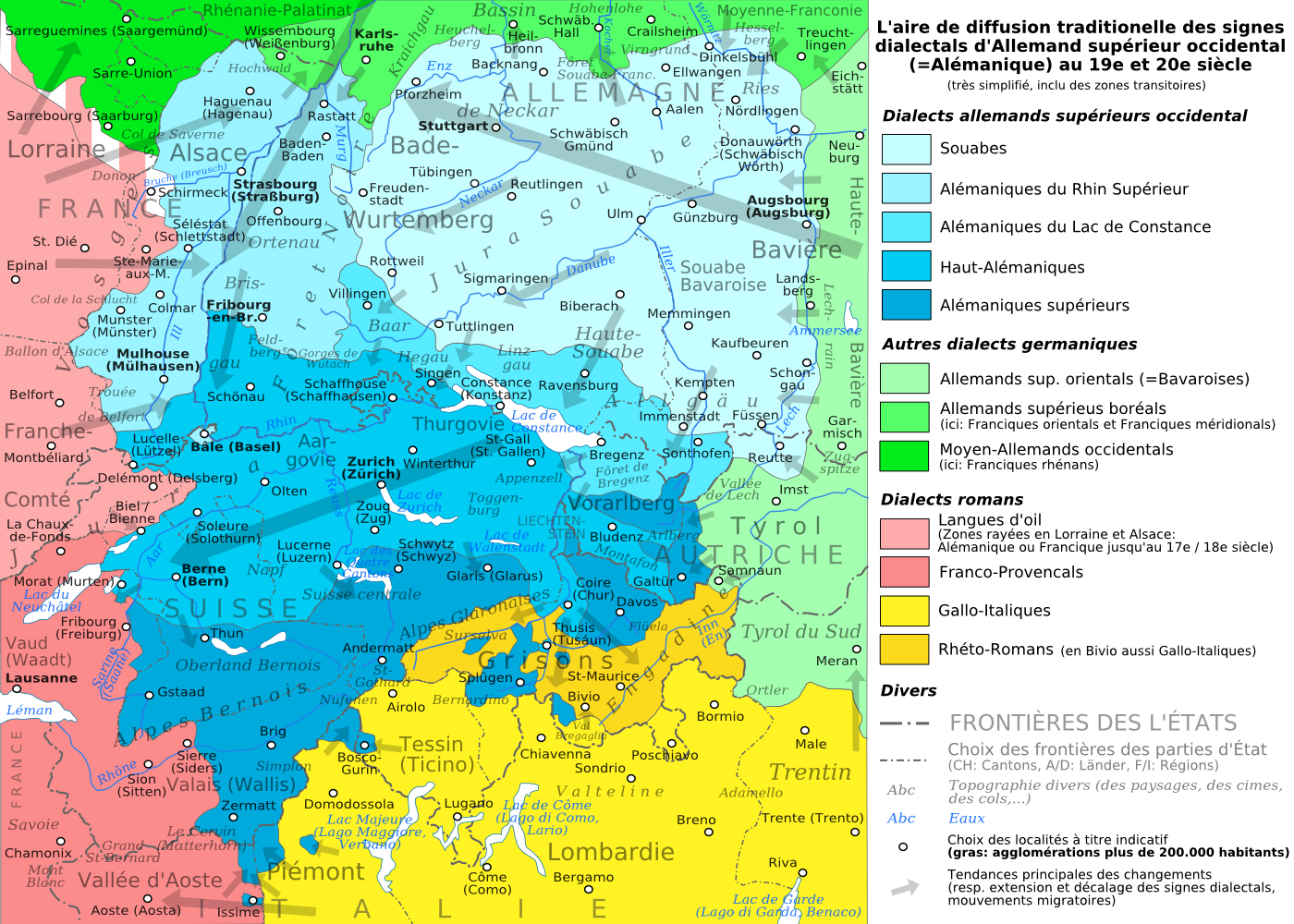
Situació de l'alsacià entre els parlars alamànics

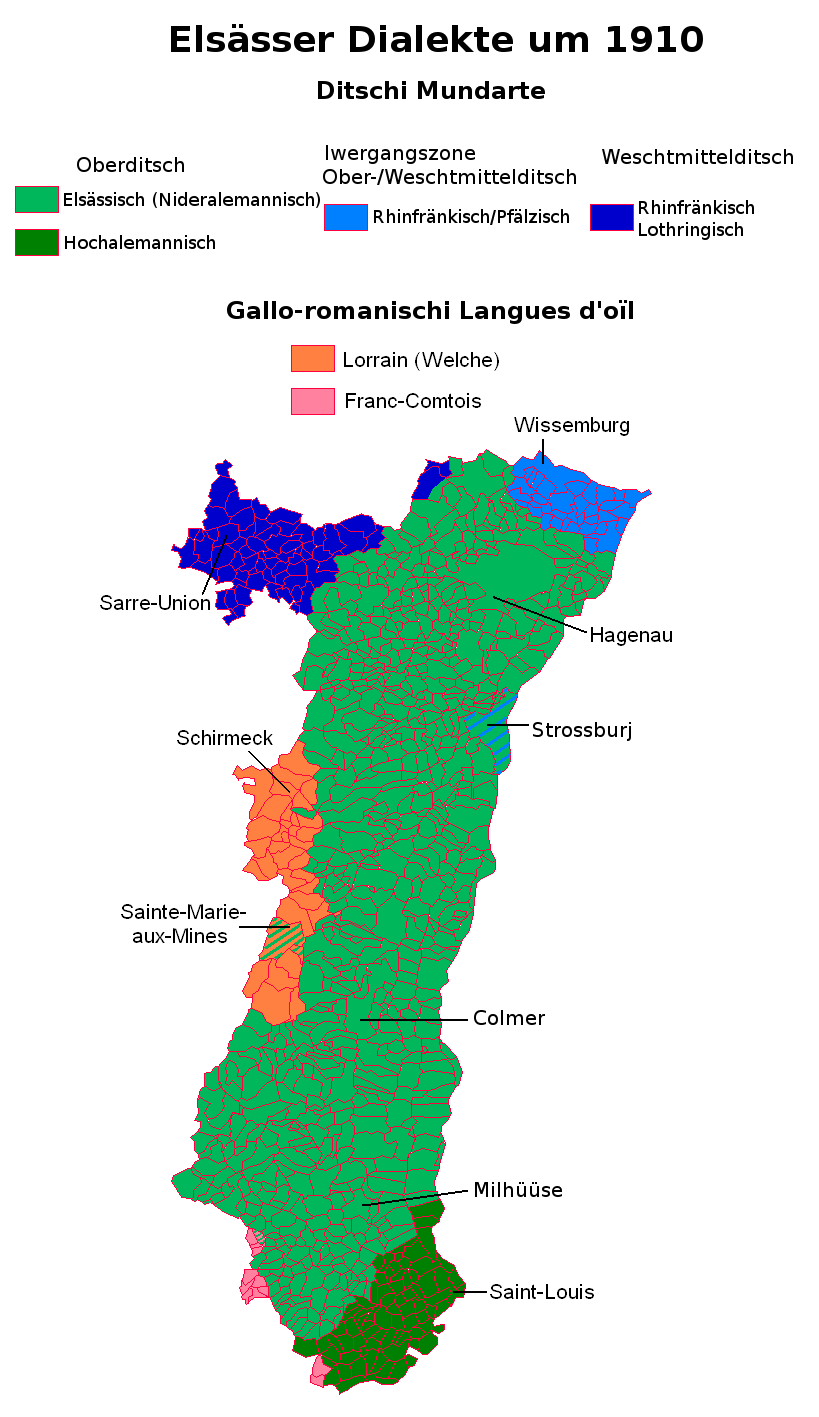
Dialectes parlats a Alsàcia el 1910

L'alsacià (alsacien, en francès; Elsässisch, en alemany) és un conjunt de parlars germànics, del grup del baix alamànic, originari de l'Alsàcia, regió a l'est de França que limita amb Alemanya i que ha passat a estar a una banda i l'altra de la frontera diverses vegades. Aquests parlars s'utilitzen a gairebé tota l'Alsàcia llevat d'unes quantes poblacions de l'oest i del sud, on es parla francès.
No és fàcilment intel·ligible per a parlants de l'alemany estàndard. Es relaciona de prop amb parles com l'alemany suís de Basilea i el suabi (Schwäbisch), amb influències franceses.
Molts parlants escriuen en alemany estàndard, encara que els noms de carrers (abans només en francès, ara bilingüe en alguns llocs, especialment a Estrasburg) poden utilitzar formes locals.
Actualment, hi ha nombrosos artistes que s'expressen en alsacià com Tomi Ungerer, René Schickéle, Jean Egen, Roger Siffer, Germain Muller, Liselotte Hamm i Jean-Marie Hummel, René Egles, Sylvie Reff, Kansas of Elsass, entre d'altres. El grup René Schickele-Gesellschaft, creat el 1965, també promou el seu ús i ensenyament.

## Denominació
La denominació, alsacià, que li donen els seus propis parlants, és la popular i l'oficial alhora, i la intenció d'unitat i particularitat que implica és producte més aviat d'un sentiment que no pas d'una realitat lingüística, aquests parlars alemanys no són exclusius d'Alsàcia, car es parlen també en altres zones germanoparlants veïnes, i tampoc formen una unitat, sinó que, tot i que pertanyen majoritàriament al dialecte alamànic, també n'hi ha, a l'extrem septentrional de la regió (com a la Lorena), de tipus alt alemany inferior occidental (alt alemany inferior).

## Història i vitalitat
Tot i que Alsàcia va ser annexionada a França a la segona meitat del s.XVII (cal tenir en compte, però, els dos períodes de reintegració a Alemanya, del 1871 al 1918 i del 1940 al 1945), annexió que va comportar una penetració cada cop més gran del francès, els dialectes locals s'hi van mantenir ben vius en l'ús oral fins als anys posteriors a la Segona Guerra Mundial.
D'aleshores ençà, l'alsacià, reduït cada cop més als àmbits familiars i d'ús íntim, pateix un procés de substitució lingüística, que és evident sobretot en els medis urbans i les generacions més joves, especialment als departaments de l'Alt Rin, al sud, més que no pas al departament del Baix Rin, al nord.
Amb tot, i malgrat el fort sentiment de pertinença a França, hi ha un moviment cultural i polític en defensa de la llengua, i la situació d'aquesta a l'ensenyament i als mitjans de comunicació escrits és comparativament bona respecte a les altres llengües minoritzades ("regionals" segons la terminologia oficial estatal) de França (Llengües de França).
La implantació de l'alemany estàndard a l'Alsàcia és menor que a Alemanya, per la qual cosa no hi ha estat mai una llengua parlada, car els germanòfons fan servir exclusivament el seu parlar local, i la llengua escrita hi ha de competir amb un ús molt important de l'alsacià. L'alsacià es troba molt influït en el seu lèxic pel francès, única llengua oficial i de la vida pública. Pel que fa a la situació ligüística de la Lorena de parla alemanya (el nord i l'est del departament del Mosel·la), és força similiar a la d'Alsàcia.

## Exemples de paraules en alsacià
| Paraula | Traducció | Cf. Alemany |
| ------- | --------- | ----------- |
| terra   | Arda      | Erde        |
| cel     | Himmel    | Himmel      |
| aigua   | Wasser    | Wasser      |
| foc     | Fir       | Feuer       |
| home    | Mann      | Mann        |
| dona    | Freu      | Frau        |
| menjar  | essa      | essen       |
| beure   | trinka    | trinken     |
| gran    | gross     | groß        |
| petit   | klein     | klein       |
| nit     | Nacht     | Nacht       |
| dia     | Dâa       | Tag         |

## Mostra de les diferents varietats de l'alamànic
Diverses versions del començament del Parenostre.
Alt alemany superior (alamànic).
a) Fader unser in Himile, Din Name vuerde geheiliget.
b) (alemany suís) Üse Vatter im Himel, dass Dy Name heilig ghalte wird.
c) (alsacià) Unser Vàdder in Himmel, helig sei Dinner Nàmme.
Alemany estàndard.
Vater unser im Himmel, geheiligt werde Dein Name.